# Comté de Doniphan
Le comté de Doniphan est l’un des 105 comtés de l’État du Kansas, aux États-Unis. Fondé le 25 août 1855, il a été nommé en hommage au colonel Alexander W. Doniphan (1808-1887), qui a combattu lors de la guerre américano-mexicaine.
Le siège du comté est Troy, et sa plus grande ville est Wathena.

## Politique
Doniphan est un comté très conservateur, de toute son histoire il a toujours voté républicain depuis la première élection présidentielle à laquelle il a participé, en 1864[réf. souhaitée].

## Démographie

Pyramide des âges.

## Géolocalisation
| Comté de Richardson (Nebraska) | Comté de Holt (Missouri ) | Comté d'Andrew (Missouri)    |
| Comté de Brown                 | Comté de Doniphan         |                              |
| Comté d’Atchison               |                           | Comté de Buchanan (Missouri) |